# Strube-Verlag
Der Strube-Verlag ist ein Musikverlag mit Sitz in München und Berlin.
Der Verlag wurde 1977 durch Friedemann Strube gegründet, hat sein Stammhaus in München und zählt zu den bekanntesten Verlagen von geistlicher Musik für die Praxis, vor allem in den Bereichen Kinderchor, Posaunenchor sowie Literatur zum evangelischen Gesangbuch.
Werke von europäischer Bedeutung sind unter anderem das Gesangbuch der Gemeinschaft Evangelischer Kirchen in Europa (GEKE), Colours of Grace (2006). Im Strube-Verlag wird auch das Forum Kirchenmusik verlegt.
Wichtige Autoren, die im Strube-Verlag publizieren, sind: Siegfried Bauer, Kurt Grahl, Matthias Hanke, Dieter Kanzleiter, Konrad Klek, Dieter Kurz, Carsten Lenz, Bernhard Leube, Josef Michel, Christiane Michel-Ostertun, Bernhard Reich, Iris Rieg, Martin Rößler, Michael Schütz  und Rolf Schweizer.